# 汽車租賃

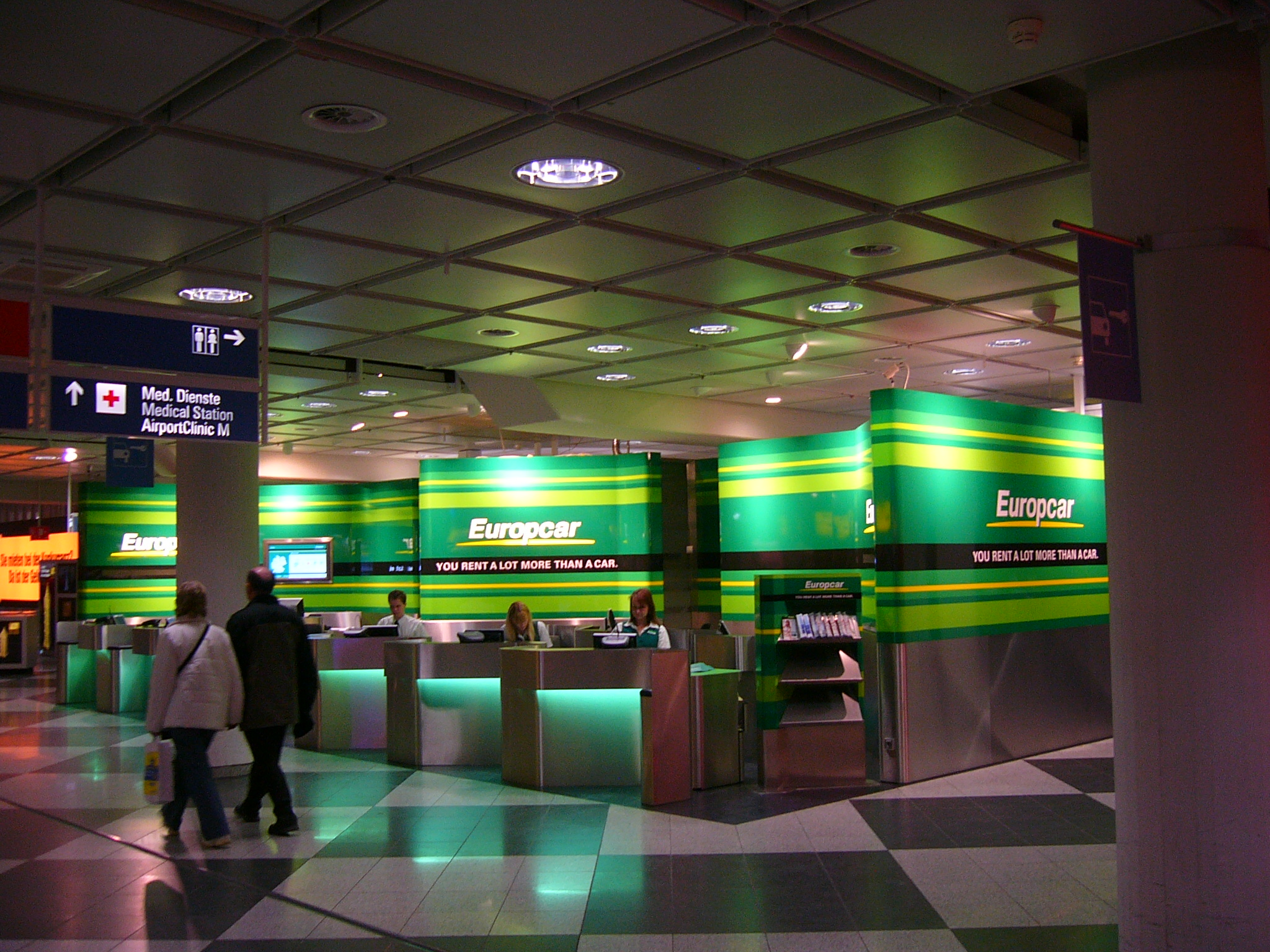
位於德國慕尼黑機場的歐洛普卡租車公司櫃臺

汽車租賃一般簡稱為租車，指租車公司提供車輛給顧客使用並從中收取費用的服務，租賃期短從數小時，長可達數年不等。租車公司通常在各地設立營業據點，以方便顧客租、還車（亦可異地借還，但可能會加收費用）。營業據點通常設在機場、車站及市中心等，並且開設網站，以便顧客事先上網預訂日期、車型、租還地點等事項。
顧客使用租車服務是因為暫時需要車輛解決交通問題，譬如自助旅行者、自己的汽車進廠維修卻需要租車代步、為搬運大型物品而租車、甚至是為了體驗駕駛不同款式的汽車等需求。為了應付不同顧客的需求，租車公司提供不同種類的機動車輛：從廂型車、多功能休旅車、旅行車一直到摩托車、速克達，甚至是跑車等均有提供。對於平常極少用車的人來說，租車的費用通常遠低於自己買車及保養的整體成本及折舊損失。另外公司行號亦可能基於降低營運費用及節稅等原因向租車公司長期租用車輛取代自購車輛。
除了基本的汽車租賃業務，租車公司也提供額外的產品：如保險、導航用品、娛樂用品甚至手機等物件，並與鐵路或航空等交通業者合作促銷。

## 起源
汽車租賃業的起源可追溯至1916年，美國內布拉斯加州人喬·桑德斯（Joe Saunders）把他擁有的福特T型車出租給本地人或者外地來的商人。他在左前輪裝置了一個哩程計數器，以一英哩10美分的價格開始營業。世界上第一位租車的顧客是一位外地來的生意人，他為了跟當地的女孩約會出遊而向桑德斯租車。
1925年桑德斯的租車生意擴及美國21個州，當時克萊斯勒曾經購買報紙的全版廣告，吹噓桑德斯的車隊總共向他們購入了總價值1百萬美元的車輛。1930年代的經濟大蕭條使桑德斯破產，被迫關閉其公司。

## 營業模式
租車公司以購買或租賃的方式建立一個車隊，然後出租車輛給顧客以收取費用。租車公司之車隊可以分成：
- 自購：自購的風險在於車輛被淘汰時，租車公司必須盤算該輛車在中古車市場的殘值，納入營運的考量。
- 租賃或回購計畫：租車公司可向汽車製造商或其附屬融資部門租賃，甚至參與回購計畫，也就是汽車製造商以某價格賣給租車公司，約定期滿後購回（但比原價格更低）。

在這些出租車輛的使用年限到期時，租車公司可能把車賣給中古車商，或者利用專業的批發競標拍賣車商流出。當然除了黑心銷售商外，收購這些車輛的業者會視情況維修更新某些零件，以符合當地的交通安全法規。

## 業者型態
因各地的風俗民情不同，用車習慣也有差異，以下概述各地租車業者型態：

### 美國
美國幅員遼闊，高速公路網四通八達，租車公司往往將營業據點設於各國際性或區域性機場，以滿足搭乘飛機往來各城市間的旅行者落地後的交通移動需求。
- 跨國品牌公司：美系的安飛士·百捷集團（Avis Budget）、赫茲租車（Hertz Dollar Thrifty）、企業控股（Enterprise Rent-A-Car）等公司從美國本土發跡，進而將業務拓展至全球。

### 中國大陸
- 臺商轉投資公司：如前述的和運租車及格上租車在上海、杭州、蘇州、昆山等地皆設有據點，中租租車在上海、蘇州、北京、重慶等十餘個據點，亦兼營企業長租。
- 國有或私人企業：國有企業如北辰汽車租賃、私人企業如一嗨租車、神州租車等公司。
- 外國品牌公司：如上海汽車工業銷售總公司與美國安飛士租車合資創立的安吉租車公司。

### 台灣
目前臺灣的租車公司可概分成幾種型態：
- 汽車製造商子公司：這一類的租車公司由汽車組裝製造廠投資成立，所以提供的車款多為該品牌，諸如和運租車（豐田、凌志等）、格上租車（日產、Infiniti等）、萬和租車（福特、Mazda、Jaguar、Land Rover等）、協新租車（匯豐汽車）。這些業者的市場佔有率最大，如和運租車約有26%[2]。

- 外國品牌公司：如日系的歐力士租車，其母公司為跨國金融集團歐力士公司（日语：オリックス）；而美國最大的安飛士租車也在2013年5月赴臺成立分公司安維斯租車[3]。

- 本土公司：這一類的公司大多從單店少量車的小規模開始做起，逐漸擴大營業規模，譬如中租租車、小馬租車、耐斯租車等。觀光客較多的地方亦有不少個體經營的租車店家。

臺灣的租車公司不僅提供短期租車，更因應在地顧客的需求發展出特殊的服務：
1. 企業長租：由於大、中型企業公務用車必須考量維修保養費用及折舊率，加上油價大漲的不利因素，近年多採用長期租賃的方式，省下養車成本，且可節稅。
2. 婚禮：為因應臺灣傳統的迎娶車隊需求，租車公司亦提供禮車[4]，而車款大多為頂級轎車。
3. 旅遊：某些租車公司及客運公司可按旅遊團體人數提供遊覽車或小巴士等服務。
4. 機場接送。

### 日本
- 汽車製造商子公司：這一類的租車公司由汽車組裝製造廠投資成立，所以提供的車款多屬該品牌，諸如豐田租車、日產租車、馬自達租車（2009年3月已被普客二四公司併購，2013年4月更名為時代租車）、三菱MMC租車等。

- 大型連鎖品牌：這一類的租車公司並非隸屬汽車製造商旗下，但公司規模不輸前者。比如歐力士租車、隸屬於JR集團的車站租車、日本租車、隸屬於VT控股公司的J-net租車等。

- 低價品牌：這一類的租車公司多半為中小型企業，且與汽車相關的產業，諸如：加油站業者、中古車販售流通業者、汽車保養維修廠等。他們多半引進中古車，經內外一番修繕整理後，送至加油站或租車行等店面兼營。由於中古車源價廉、店鋪營運成本低，故能提供低價租車費用。萬一發生糾紛或事故時，他們的保險賠償制度跟前述大型品牌大相逕庭，所以消費者應謹慎閱讀租車契約書內容，確保自身的權益。

- 其他：如專門出租加長型豪華轎車的公司。

## 車輛型式
一般美國租車公司依車身大小與引擎排氣量將汽車區分成下列等級：
1. 經濟型（Economy或Subcompact）：可容納五人、一大件與二小件行李，車型如現代Accent（英语：Hyundai Accent），分成雙門或四門。
2. 小型車（Compact）：可容納五人、一大件與四小件行李，車型如福特Focus，分成雙門或四門。
3. 中型車（Mid-size）：可容納五人、一大件與四小件行李，車型以龐蒂克Grand Am（英语：Pontiac Grand Am）作為代表。
4. 大型車（Full-size）：可容納五人、二大件與四小件行李，車型如馬自達6。
5. 運動型多用途車（SUV）：可容納五或七人、一大件與五小件行李，車型以馬自達Tribute為代表。
6. 高級車（Premium）：可容納五人、三大件與五小件行李，車型以水星Grand Marquis（英语：Mercury Grand Marquis）為代表。
7. 豪華車（Luxury）：可容納五人、三大件與二小件行李，車型以凱迪拉克CTS為代表。
8. 廂型車（Minivan）：可容納七人、三大件與六小件行李，車型如馬自達MPV。
9. 客貨車（Passenger Van）：可容納九至十二人、十二小件行李，車型如福特E350。

## 保險種類

### 台灣
- 基本險：
  - 強制汽車責任保險。
  - 任意第三責任險。
  - 乘客責任險。
- 附加保險：
  - 車體損失險。
  - 竊盜損失險。

### 中國大陸
- 車輛損失險：由於發生自然災害、意外事故及其他保險事故招致車輛本身的損失。
- 機動車第三者責任商業保險：保險車輛因意外事故，導致他人遭受人身傷亡或財產直接損失。
- 全車盜搶險。
- 全車玻璃單獨破碎險：擋風玻璃或車窗玻璃單獨破碎造成的損失。
- 車輛自燃損失險：保險車輛由於自身原因起火燃燒造成保險車輛的損失。
- 車身刮痕險：無明顯碰撞痕跡的車身刮痕損失。
- 保險公司認定不予理賠的事故損失：超過保險公司賠償範圍或保險公司不足額理賠的部分，須由客户全額承擔。

### 美國、歐洲
美國與歐洲租車公司常見的保險計有：
- 碰撞意外免責（Collision Damage Waiver，縮寫成CDW）：某些租車公司或稱「竊盜與碰撞意外免責」（Loss Damage Waiver，縮寫成LDW），其實並非真正的保險，而是租車公司提供的付費購買免責權，可使租車人在合約有效期限內發生車輛失竊或碰撞意外時，獲得適當的保障。但是其保障排除車輛附屬設備（如輪胎、座椅）的失竊，且伊利諾州、加州、紐約州和威斯康辛州等州政府會限制這種保險或出險條件。

- 個人意外險（Personal Accident Insurance，縮寫成PAI）：針對車輛承租人或其乘客在合約有效期限內發生事故導致受傷或死亡，提供一定額度的保障，且無論意外發生當時承租人或乘客是否在承租的車輛內。

- 車輛竊盜險（Theft Waiver，縮寫成THW；或稱Theft Protection，縮寫成TP）：當承租車輛被竊時，承租人只負責車價約10％之賠償金額，視各家租車公司而定。

- 個人延伸保障險（Personal Effects Protection，縮寫成PEP；或者Extended Protection，縮寫成EP；有時又稱為Supplemental Liability Insurance，縮寫成SLI）：針對承租人及所有登記在合約中的駕駛人，在合約有效期限內使用車輛發生車禍意外，所造成的受傷、死亡或第三者提出的財產損失，提供一定額度的保障。此外，也提供乘坐在車輛內承租人的家人（包含血親、姻親或領養人），因無保險或保險額度不足的一定額度上限的意外傷害或死亡保障。前述保障範圍僅限意外發生時，駕駛人為合約內記載之駕駛人，且假若承租人的家人受傷或死亡係肇因於魯莽駕駛，將無法獲得理賠。

- 無保險乘客保障險（Uninsured Motorist Protection，縮寫成UMP）：針對承租人及車內其他家人（包含血親、姻親或領養人），在合約有效期限內使用承租車輛發生車禍意外，造成的受傷或死亡，提供一定額度的保障。前述保障範圍僅限意外發生時，駕駛人為合約內記載之駕駛人，且假若承租人的家人受傷或死亡係肇因於魯莽駕駛，將無法獲得理賠。

- 乘客醫療照護險（Carefree Personal Protection，縮寫成PERSPRO）：保障範圍有：
  - 意外醫療費用。
  - 某段期間（如一年）失去工作能力的收入補償。
  - 一定額度的收入補償（不論任何方面的收入減少）。
  - 一定額度的緊急醫療運送服務費用。
  - 一定額度的財產毀損或被竊損失補償，係發生於承租車輛上。
  - 遺體送返母國之運輸費用。
  - 意外死亡及截肢補償。
  - 全天候免付費電話以協助旅行者，包含遺失護照或機票的協助、簡訊服務及提供緊急現金支借服務。

### 日本
一般日本租車公司提供的保險中常見的有：
- 強制保險（日语：保険補償制度）：根據日本的法律規定，所有在道路上行駛的車輛皆須投保。發生交通事故時，保險公司依據保單內容針對四方面賠償：
  - 駕駛人的傷亡
  - 乘客的傷亡
  - 第三者的財物損失
  - 出租車輛的損毀損失

其中對乘客的傷亡賠償額有一定上限，因此當同行乘客的傷亡比較嚴重，而令實際賠償金額超過保險上限時，肇事駕駛人仍可能需要支付額外的賠償。
- 免則補償制度（Collision Damage Waiver〔CDW〕/ Exclusion of Liability Compensation System），實質上這並非保險，客人可自行選購，但某些租車公司會規定未滿21歲或取得駕駛執照未滿一年等的駕駛人不得加購。發生交通意外時，駕駛人仍需對第三者的財物損失、出租車輛的損毀各自負擔最高5萬日元的自負額，購買免責補償制度後便可免除這些自付額。
- 營業損失賠償（日语：ノン・オペレーション・チャージ，Non-Operation Charges〔NOC〕）：交通意外發生後，客人必須向租車公司支付此一項目，以彌補因車輛損壞、無法出租所造成的營業損失。
- 其他：部分租車公司另提供延伸保障，諸如道路救援、延長租車期的折扣優惠等。